# الإسلام في البحرين
الإسلام هو دين الدولة في البحرين حيث تقريبا جميع المواطنين هم من المسلمين، ولكن النسبة الإجمالية للمسلمين في البلاد قد انخفضت في السنوات الأخيرة بسبب تدفق المهاجرين والعمال الضيوف من البلدان غير المسلمة، مثل الهند والفلبين وسريلانكا. وفقا لتعداد عام 2001، كان 81.2% من سكان البحرين مسلمين، وكان 9% من المسيحيين، ومارس 9.8% الهندوسية أو الأديان الأخرى. وتشير سجلات تعداد عام 2010 أن نسبة المسلمين قد انخفضت إلى 70.2%، بالمقابل ارتفعت نسبة المسيحيين إلى 14.5% والأديان الأخرى إلى 15.3%.

## تاريخ الإسلام في البحرين
قبل الإسلام كان سكان قطر والبحرين يدينون بالوثنية وعبادة الأصنام مثل أوال. اكتسح الإسلام كامل جزيرة العرب في القرن السابع الميلادي. بعث النبي محمد لأول مرة مبعوث من جانبه وهو العلاء بن الحضرمي إلى المنذر بن ساوى التميمي حاكم المنطقة التاريخية للبحرين وهو الساحل الممتد من الكويت إلى الجنوب مرورا بقطر بما فيها الإحساء والقطيف وجزر البحرين في العام 628 الميلادي يدعوه فيها إلى الإسلام. أعلن منذر إسلامه وجميع السكان العرب من البحرين وقطر بما في ذلك بعض الفرس الذين يعيشون في قطر أصبحوا أيضا مسلمين وهو ما يبشر ببداية العصر الإسلامي في البحرين. حول المسلمون البحرين إلى أقوى دولة في الخليج العربي وربما على نطاق أوسع في الشرق الأوسط. اقتحم القرامطة بغداد كما تم عزل مكة المكرمة والمدينة المنورة سنة 930 ميلادي وتدنيس بئر زمزم برمي جثث الحجاج وأخذ الحجر الأسود معهم إلى البحرين حيث بقيت لمدة عشرين عاما. هزم القرامطة في نهاية المطاف من قبل العباسيين في 976 وبعد ذلك تراجعت قوتهم.
وأدت هزيمة دولة القرامطة إلى انخفاض شعبية المذهب الشيعي الإسماعيلي وبدلا من ذلك وفي إطار عملية شجعها الحكام السنة على مدى السنوات الأربعمائة المقبلة أصبح المذهب الشيعي الإثني عشري هو السائد بين سكان البحرين. وفقا للمؤرخ خوان كول فإن أهل السنة والجماعة فضلوا الفرع الشيعي الاثني عشري الأهدأ على القرامطة الإسماعيليين وتعزيز التنمية في البحرين. في القرن الثالث العشر الميلادي حدث ما كان يسمى ب(مدرسة البحرين) التي كرست موضوعات متكاملة للفلسفة والتصوف في ممارسة الإثني العشرية وأنتجت تلك المدارس علماء دين كبار مثل الشيخ كمال الدين بن سعادة البحراني (المتوفى 1242)، الشيخ جمال الدين علي بن سليمان البحراني (المتوفى 1271)، وربما أشهرهم الشيخ ميثم البحراني (المتوفى 1280).

## الإسلام اليوم في البحرين
حكام البحرين أسرة آل خليفة والقبائل العربية المؤيدة لها تتبع المذهب السني المالكي في حين أن السنة الهولة يتبعون المذهب الشافعي. كما يوجد أيضا عدد كبير من سكان جنوب آسيا مسلمون يتبعون المذهب الحنفي. بينما يتبع بقية السكان المذهب الشيعي الإثني عشري.
البلد تحتفل بالأعياد الإسلامية مثل عيد الأضحى، عيد الفطر، عيد ميلاد النبي محمد (المولد النبوي)، ورأس السنة الهجرية كأعياد وطنية.
شهدت السياسة التحررية في بداية حكم الملك حمد دخول قوي للحركات الإسلامية لمجلس النواب في انتخابات 2002 والتي تليها. أكبر التيارات الإسلامية في مجلس النواب هي التيارات السنية والتي تمثلها جمعية الأصالة السلفية وجمعية المنبر التابعة للإخوان المسلمين في حين أن التيار الشيعي يمثله جمعية الوفاق الذي قطاع انتخابات 2002 ولكنه شارك في انتخابات 2006 والتي تليها.